# Bima
Bima é uma cidade na Indonésia.